# Essentials of Post-Cold War Deterrence
Essentials of Post–Guerra Fria Dissuasão é um documento produzido em 1995 como “Termos de Referência” pelo Subcomitê de Política do Strategic Advisory Group (SAG) do Comando Estratégico dos Estados Unidos (atual USSTRATCOM, antigo CINCSTRAT), um ramo do Departamento de Defesa dos Estados Unidos. O documento, elaborado sob o comando do ex-Comandante-em-Chefe do CINCSTRAT, almirante Chiles, deve ser usado como base para políticas e estratégias futuras na “ampliação da Dissuasão do Uso de Armas de destruição em massa”. Embora originalmente classificado, desde então foi desclassificado e publicado pelo Instituto Nautilus.

A Introdução do documento declara o seguinte:
Durante o período da Guerra Fria, tanto os Estados Unidos quanto a União Soviética desenvolveram uma compreensão sobre dissuasão e seu papel na prevenção de guerra entre si. Com o fim da Guerra Fria e a disseminação de Armas de destruição em massa, a dissuasão assume uma dimensão multinacional mais ampla. Este texto aborda essa visão mais ampla da dissuasão e a pergunta: "Como podemos dissuadir nações, além da antiga União Soviética, de usar Armas de Destruição em Massa?"
O artigo é notável não apenas por sua relevância ao delinear a estratégia militar e política externa atuais dos Estados Unidos, mas também por defender explicitamente a ambiguidade sobre “o que é permitido” a outras nações e por endossar a “irracionalidade”, ou mais precisamente, a percepção dela, como ferramenta importante de dissuasão e política externa.
O documento afirma que a capacidade dos Estados Unidos em exercer a dissuasão seria prejudicada se os líderes norte-americanos se apresentassem como totalmente racionais e frios, declarando:

O fato de alguns elementos parecerem potencialmente 'fora de controle' pode ser benéfico para criar e reforçar medos e dúvidas na mente dos tomadores de decisão de um adversário. Essa essencial sensação de medo é a força motriz da dissuasão. Que os EUA possam se tornar irracionais e vingativos se seus interesses vitais forem atacados deve fazer parte da personalidade nacional que projetamos a todos os adversários.